# Fahéj

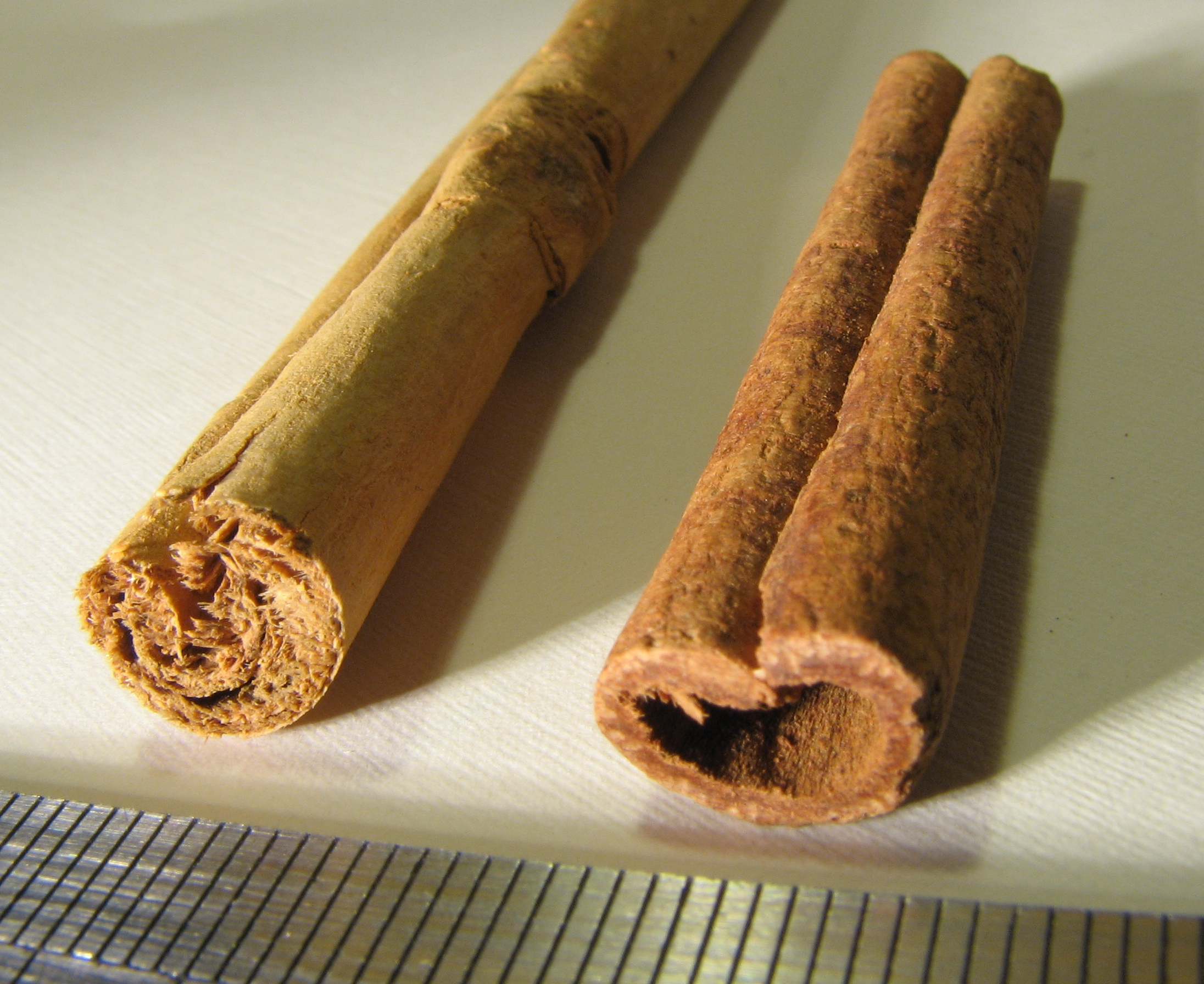
Ceyloni fahéjfa (Cinnamomum verum) és az indonéz kasszia (Cinnamomum burmannii) kérge

A fahéj a Cinnamomum növénynemzetségből származó egyes fafajok kérgéből készült fűszer, amely a fák ágainak lefejtett kérgéből készül. Leggyakoribb a ceyloni fahéjfából és a kínai fahéjfából előállított fahéj, de nem ritka az indonéz kasszia ilyen célú felhasználása sem. Mindemellett nem minden Cinnamomum nemzetségbe tartozó fafaj alkalmas arra, hogy fahéjat készítsenek belőle, például a közönséges kámforfa (Cinnamomum camphora) a kérgének aromája és íze miatt erre nem megfelelő.
Már az ókorban is rendkívül keresett volt; Indiából és Srí Lankáról több mint 2000 éve exportálják. A fűszerkereskedők valóságos rémmeséket terjesztettek róla, hogy magasan tartsák az árát. Az efféle „hírek” alapján írta le Plinius, hogy csak szörnyű denevérektől védett, eldugott mocsarakban terem. A rómaiak elsősorban gyógyszerként alkalmazták, a „lélek egyensúlyának visszaállítására”.
Néhány fontosabb fafajta, melyből fahéjat állítanak elő:
- Cinnamomum verum vagy Cinnamomum zeylanicum (ceyloni fahéjfa, köznyelvi nevén valódi fahéjfa)
- Cinnamomum cassia vagy Cinnamomum aromaticum (kínai fahéjfa, kínai kasszia, vagy csak egyszerűen kasszia)
- Cinnamomum burmannii (indonéz kasszia)
- Cinnamomum loureiroi (vietnámi kasszia)
- Cinnamomum citriodorum

## Alapanyagai

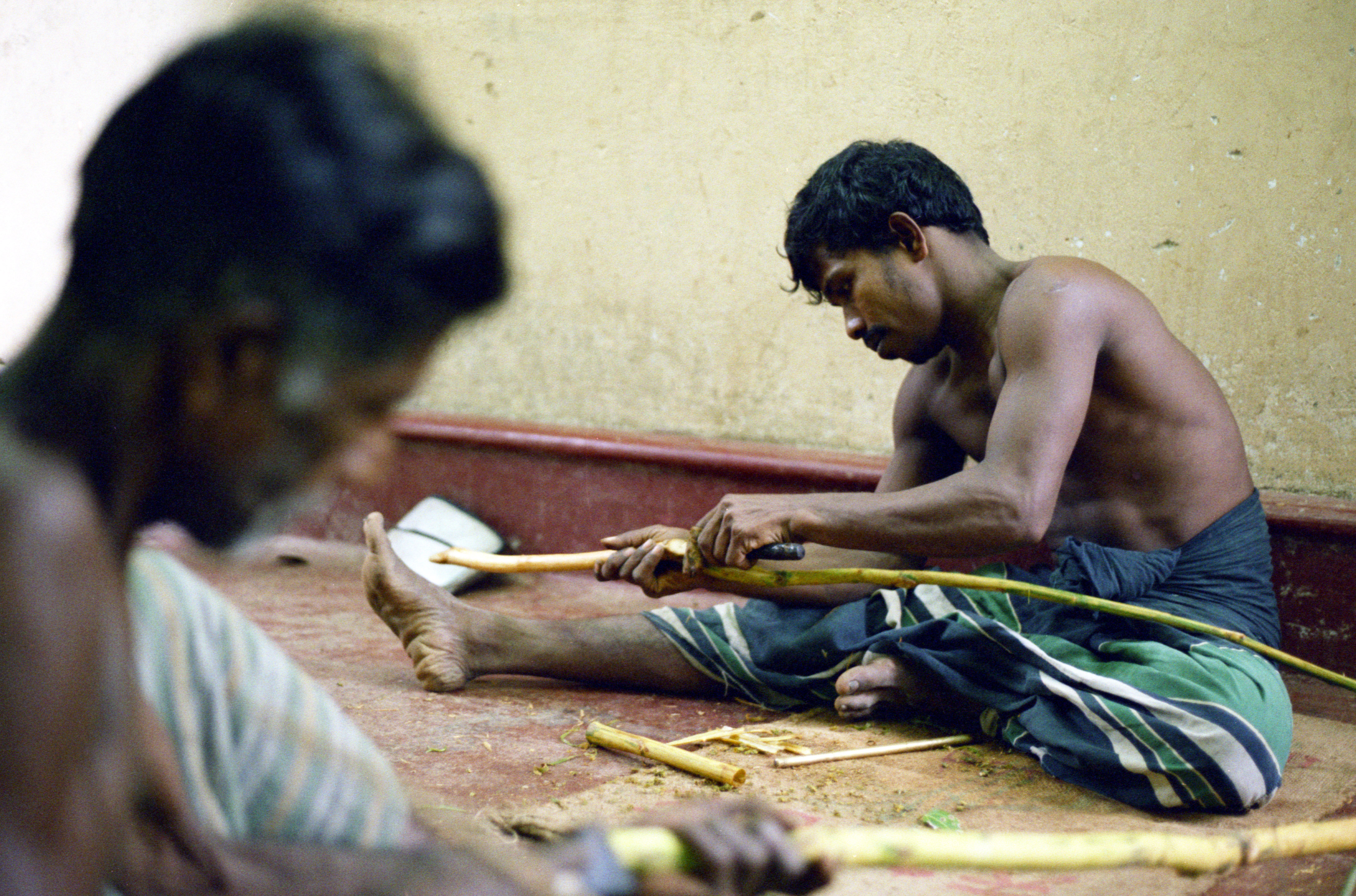
A fahéj kérgét lehúzzák az ágakról, Srí Lanka

A ceyloni fahéjfa Srí Lankán és India déli részén honos, a kínai fahéjfa pedig Kínában, Mianmarban, valamint Vietnám déli részén. A vadon is termő, de termesztésbe is vont trópusi fák ágainak lefejtett, sötétbarna kérge a jellemző illatú, édeskés, csípős, kissé fanyar ízű fűszer (Cinnamomi cortex).
A két főbb variáns íze különböző. Az amerikai konyhában népszerű kínai fahéjban a csípős íz dominál, míg az Európában ismertebb ceyloni fajta enyhébb, pikánsabb ízű. Őrletlen állapotban kinézetük is könnyen megkülönböztethető: a ceyloni fahéj vékonyabb (papírszerű), a kínai 1 mm-nél vastagabb és fás.

## A fűszer

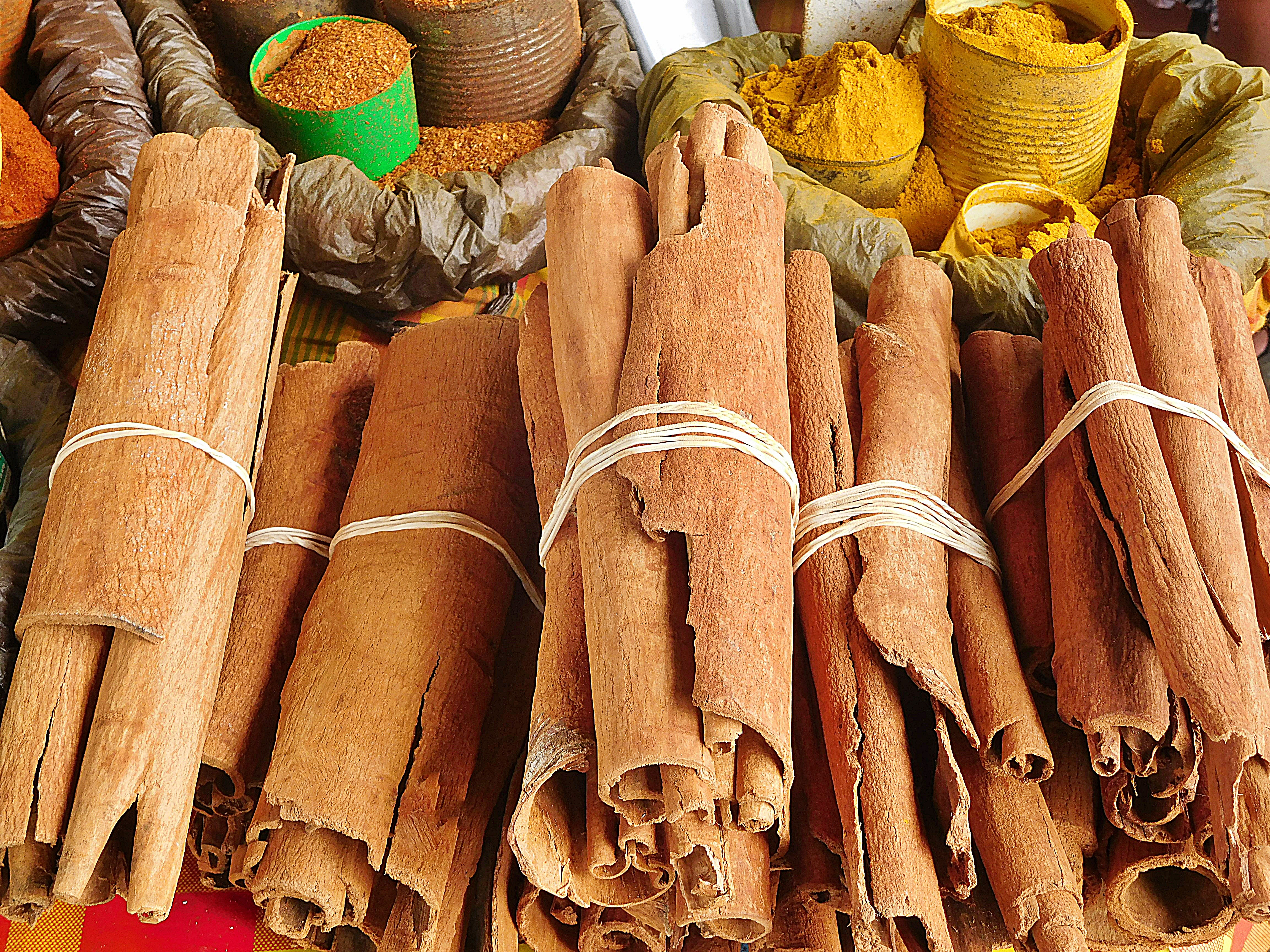
Fahéjrudacskák

Vágott darabokban vagy őrölve forgalmazzák. Illóolajat, csersavat, nyálkát, gyantát, cukrot, keményítőt és fahéjaldehidet tartalmaz.

### A fahéj története
Hazánkba a 15. században érkezett, és gyorsan beépült a nemesi konyha fűszerei közé.
Mintegy 300 éven át harcoltak egymással a portugálok, franciák és angolok a fahéj kereskedelmi monopóliumának megszerzéséért. Ez a fűszerháború számos emberáldozatot követelt.
1522-ben Magellán hajóiból csak egy tért vissza a Fűszer-szigetekről, ám több száz mázsa fűszerrel megrakodva. A hajó kapitánya jutalmul magas rangot és címerhasználati jogot kapott. Címerét két fahéjrúd, három szerecsendió és tizenkét szegfűszeg díszítette.
A fahéjat a 18. század végén hatalmas mennyiségben hozták be Európába. A hollandok valóságos fahéjhegyeket égettek el, hogy megakadályozzák árának zuhanását, ám az hamarosan így is annyira mérséklődött, hogy már bárki asztalára juthatott belőle. Manapság a fahéj nem számít drága fűszernek.

### Felhasználható még
- Őrölt állapotban mézeskalács, almás lepény, rétes, zsírban sült fánk, rizsételek, tejes ételek, míg egész állapotban kompótok, befőttek, gyümölcslevesek, forralt borok és egyéb italok készítéséhez használatos. Kiválóan hangsúlyozza például a szilva ízét.
- A gyógyászatban emésztésserkentő, étvágyjavító, gyomorerősítő hatása miatt használják. A fahéj serkenti az emésztést, és hurutok ellen is kiváló, legalábbis a régi korok orvosai szerint.
- Indiában bizonyos curryk alkotóeleme, a Közel-Keleten egyes húsételeket ízesítenek vele, például a tadzsint. Délkelet-Ázsiában fűszerkeverékek alkotórésze, így például a kínai ötfűszer-keverék fahéjból, csillagánizsból, szegfűszegből, szecsuani borsból és édesköményből áll.[4]
- Egyre inkább ízesítenek vele sós ételeket, például a bárányhúst, de ilyenkor kevesebbet használnak belőle, mint a desszertekhez. Kevésbé ismert, hogy a konyhaművészet kis mennyiségben ízfokozóként használja.[4]
- A fahéj olaját felhasználják az élelmiszeriparban, az illatszeriparban és a gyógyászatban.[1]

### Hagyományos orvoslás
A ceyloni fahéjat a népi gyógyászatban impotencia, frigiditás, nehézlégzés, szemgyulladás, leukorrhea, hüvelygyulladás, reuma, neuralgia, fogfájás és sebek kezelésére használták. Hasonlóképp a kínai fahéjat emésztési problémák, puffadás, diszpepszia, hasmenés, hányinger, megfázás, influenza, láz, artritisz és reuma kezelésére alkalmas szerként tartották számon.

### Egészségre gyakorolt hatása
A fahéj az emésztőszervekre gyakorolt hatásai mellett a szív- és érrendszerre, valamint a vércukorszintre is jótékonyan hat. A Brit Diabétesz szövetség lapjának októberi száma egy olyan, 12 hetes vizsgálatról számolt be, amelyben megállapították, hogy napi két gramm fahéj jelentősen csökkentette a vizsgálatban részt vevők vércukorszintjét és vérnyomását.[forrás?] A londoni Imperial College kutatói abból a korábbi eredményből indultak ki, mely szerint napi fél teáskanál fahéj a II. típusú cukorbetegeknél jelentősen csökkenti a vércukorszintet, a triglicerid-szintet, az LDL (káros koleszterin) és a teljes koleszterin szintjét. Ezután megállapították, hogy három hónapig napi 2 g fahéj elfogyasztása csökkenti a rosszul kontrollált II. típusú cukorbetegek HbA1c szintjét és magas vérnyomását. Ezért a fahéj étrend-kiegészítőként való fogyasztása egy újabb lehetőség a vércukorszint és a vérnyomás szabályozására – természetesen a gyógyszeres kezelés mellett.

### Ártalmas összetevői
A fahéj bizonyos összetevői nagy mennyiségben mérgezőek, ugyanis a fahéjban található olajok (eugenol, kumarin) irritálhatják a száj, a gyomor és a belek nyálkahártyáját vagy vérzékenységet okozhatnak. Így tehát a fahéj gyógyászati alkalmazása csak olyan speciális készítményekben engedélyezett, amelyekből ezeket az összetevőket már kivonták.

### Tárolása
A fahéj őrölt és egész állapotában is fénytől, idegen szagoktól védett, száraz, sötét helyen, jól zárható edényben tárolandó.

## Érdekesség
Internetes mémként terjed egy úgynevezett fahéjkihívás (Cinnamon challenge), amelyben a nevezők házilag készített videóban megörökítik egy kanál fahéj elfogyasztását. Az őrölt fűszerre a legtöbb nevező fuldoklással és erős köhögéssel reagál.